# Neurodéveloppement
Le neurodéveloppement (ou développement neural) est la mise en place du système nerveux au cours de l'embryogenèse et aux stades suivant de l'ontogenèse d'un organisme animal. Son étude repose sur une approche combinant neurosciences et biologie du développement afin d'en décrire les mécanismes moléculaires et cellulaires. La neurogenèse est le mécanisme central du neurodéveloppement.
En parallèle à la formation des autres organes, le système nerveux va commencer à se former dès les premiers stades du développement embryonnaire, à partir de la troisième semaine suivant la fécondation chez l'être humain et va suivre une série d'étapes correspondant à des stades bien identifiés de l'embryogenèse, de l'organogenèse et de l'histogenèse. En outre, les stimulations en provenance de l'environnement (externe mais aussi interne) vont en partie contrôler la mise en place des connexions selon des mécanismes dits activité-dépendants.

## Neurodéveloppement humain
Chez l'humain, le cerveau se développe dès les premiers jours après la conception et jusqu'à l'adolescence. 

### Neurulation

Neurulation. La formation du système nerveux central est entamée lors de la mise en place du tube neural à partir de cellules issues de l'ectoderme.

Les précurseurs cellulaires du système nerveux central (cerveau et moelle épinière) sont formés lors de la neurulation.
Un cylindre de cellules issues du mésoderme, appelé notochorde et formé lors de la gastrulation, induit la formation de la plaque neurale à partir de l'ectoderme sus-jacent lors de la deuxième semaine de gestation. 
Les cellules de la notochorde émettent des signaux inducteurs conduisant les cellules de l'ectoderme à se différencier en cellules précurseurs du tissu nerveux.
Les cellules progénitrices du tube neural sont des cellules souches neurales, elles sont capables de se différencier en neurones, astrocytes ou oligodendrocytes.
Après un certain nombre de divisions, ces cellules souches donnent des neuroblastes qui se différencient en neurones.  
Au 18e jour de gestation, la plaque neurale s'invagine pour former la gouttière neurale avec un pli neural de chaque côté.
A la fin de la 3e semaine, les plis neuraux se rapprochent et fusionnent formant ainsi le tube neural qui se sépare de l'ectoderme sus-jacent devenant plus tard l'épiderme et la peau.
Le tube neural entame sa fermeture à partir du rhombencéphale vers les régions antérieures et postérieures et les extrémités (neuropores) se ferment au ~27e jour de gestation.
Lors de la fermeture du tube neural, une population de cellules se sépare de l'ectoderme au sommet des plis neuraux pour former les crêtes neurales. 
Ces cellules, après avoir migré, sont à l'origine des ganglions sensoriels des nerfs spinaux et crâniens, des ganglions sympathiques, des cellules de Schwann, des précurseurs des cellules neurosécrétrices de la médullosurrénale, des neurones du système entérique et des méninges.
Ces cellules sont également à l'origine de tissus non nerveux comme du cartilage, les mélanocytes et du tissu osseux.
Cette première étape de formation du système nerveux se termine durant la quatrième semaine du développement embryonnaire.
Une altération de cette phase précoce du développement peut conduire à des anomalies sévères de la moelle épinière ou du cerveau. 
Dans les cas de spina bifida, il existe un défaut d'induction du mésoderme, autour de la notochorde, conduisant à un défaut de formation des structures osseuses entourant le tissu nerveux.
Dans certains cas extrêmes, cela peut conduire à une extroversion des tissus nerveux - le tissu cérébral se retrouve exposé à l'extérieur du crane - dégénérant en une anencéphalie.
Il a été établi que l'apparition de ce type de malformations congénitales pouvait être limité par un apport, médicalement contrôlé, d'acide folique chez la mère.

### Formation des vésicules cérébrales

Formation des grandes subdivisions de l'encéphale. À gauche est figuré le stade précoce à trois vésicules, à droite, celui à cinq vésicules.

La première étape de neurulation est suivie d'une intense phase de prolifération neuronale entre la 4e et la 12e semaine de gestation.
Les futurs neurones migrent ensuite jusqu'à leur emplacement final, migration qui a lieu de la 12e semaine jusqu'à la naissance.
À l'issue du premier mois de gestation (~26e jour), des régions spécifiques du système nerveux central commencent à se développer, dans le tube neural, grâce à la neurogenèse et à la migration de cellules dans ces régions.
Les vésicules cérébrales, correspondant à des épaississements de la paroi du tube neural, forment ensuite les grandes subdivisions de l'encéphale. 
On observe un gradient de développement depuis la partie caudale vers la partie rostrale, l’arrière se développe en priorité.
Par ailleurs, certaines régions de l'encéphale se développent relativement plus que d'autres ; c'est notamment le cas du néocortex et du système visuel chez l'humain alors que pour d'autres espèces, comme le rat, c'est le système olfactif. 
Chez les Vertébrés, un stade transitoire à trois vésicules (prosencéphale, mésencéphale, rhombencéphale) est suivi par un stade à cinq vésicules :
- le télencéphale (issu de la partie antérieure du prosencéphale) est divisé en deux hémisphères cérébraux autour des ventricules latéraux : il donne naissance notamment au néocortex et à la formation hippocampique chez les Mammifères ;
- le diencéphale (issu de la partie postérieure du prosencéphale) qui donne naissance au thalamus, à l'hypothalamus et à la rétine ;
- le mésencéphale qui donne naissance aux colliculi ;
- le métencéphale (issu de la partie antérieure du rhombencéphale) qui donne naissance au cervelet et au pont ;
- le myélencéphale (issu de la partie médiane et postérieure du rhombencéphale) qui donne naissance au bulbe rachidien.

Le cerveau continue de se développer après la naissance ; globalement, le pic de croissance se situe quatre mois après la naissance.
De plus, chaque région possède un rythme de développement qui lui est spécifique contribuant à rendre les régions vulnérables à différentes périodes de la vie prénatale ou postnatale.
En dehors de ces périodes, le cerveau sera plus résilient face aux agressions. 
La prolifération neuronale peut ainsi être altérée par différents facteurs environnementaux comme les rayonnements ionisants, l'alcool (éthanol), le chlorpyrifos (un pesticide organophosphoré) ou le méthylmercure.

### Autres étapes
Une séquence ordonnée de processus permettent ensuite de former un système nerveux central mature : différenciation, synaptogenèse, apoptose, gliogenèse et myélinisation.
Au cours de cette période, commence une intense phase de "tri" des neurones qui se caractérise par une activité apoptotique importante qui se poursuit plusieurs mois après la naissance. Les neurones qui s’intègrent correctement commence à former des synapses à partir de la 19e semaine de gestation jusqu'à l'adolescence, c'est la synaptogenèse. 
Enfin, les axones conservés sont peu à peu myélinisés pour renforcer la structure cérébrale et améliorer la communication neuronale ; cette dernière étape s'étend de la 29e semaine jusqu'à l'âge adulte.